# Георг Фридрих II фон Андлау
Георг Фридрих II фон Андлау (на немски: Georg Friedrich II von Andlau; * 1590; † 2 януари 1676 в Базел) е благородник от род Андлау от Долен Елзас/Гранд Ест, господар на Витенхайм и Андлау.
Той е син на Ханс Лудвиг IV фон Андлау († 1608/1609) и съпругата му Анна Мария фон Ратзамхаузен († 1623), дъщеря на Якоб фон Ратзамхаузен († 1625) и Юлиана Мария фон Блуменек († 1601). Внук е на Ханс Лудвиг I фон Андлау († 1591/1593) и Вероника фон Рамщайн († 1624), дъщеря на Беат Лудвиг фон Рамщайн, господар на Жетинген († 1566/1567) и Мария Якобея фон Утенхайм. Правнук е на Ханс IV фон Андлау († 1552/1555) и Клеофа Пфау фон Рюпур († пр. 1550).
Георг Фридрих II фон Андлау умира на 86 години на 2 януари 1676 г. в Базел.
Син му Ернст Фридрих фон Андлау († 1697) е издигнат на фрайхер на 16 март 1676 г. във Виена от император Леополд I.

## Фамилия
Георг Фридрих II фон Андлау се жени на 6 февруари 1625/20 ноември 1625 г. за Мария Клара Елизабет Трухсес фон Райнфелден († 31 юли 1629), дъщеря на трухсес Йохан Кристоф фон Райнфелден и Марта Цюндт фон Кензинген. Те имат два сина:
- Ханс Кристоф фон Андлау
- Ернст Фридрих фон Андлау (* ок. 1627, кръстен 27 май 1627 в Ензисхайм; † 28 ноември 1697 в Делсберг и погребан там), издигнат на фрайхер на 16 март 1676 г. във Виена, женен за фрайин София Урсула фон Райнах-Хирцбах (* ок. 1651; † 2 август 1715, Арлесхайм)

Георг Фридрих II фон Андлау се жени втори път на 24 ноември 1636 г. в Брайзах за Мехтилдис фон Утенхайм († 30 октомври 1639, Брайзах). Бракът е бездетен.
Георг Фридрих II фон Андлау се жени трети път на 7 юли 1640 г. в Брайзах за Анна Барбара фон Хагенбах († сл. 1652), дъщеря на Ханс Георг фон Хагенбах († 1532/1632) и Мария фон Пфор цу Мунцинген († 1650). Те имат две деца:
- Мария Сузана Магдалена фон Андлау (* 29 август 1641, Брайзах; † 23 март 1712, Валдсхут), омъжена на 10 май 1660 г. за фрайхер Ханс/Йохан Фридрих фон Кагенек (* 22 януари 1633, Фрайбург; † 21 януари 1705, Фрайбург)
- Георг Лудвиг фон Андлау (* ок. 1645; † пр. 18 ноември 1650, Базел)

Георг Фридрих II фон Андлау се жени четвърти път за Мария Евфросина фон Хагенбах (* ок. 1621; † 5 февруари 1688, Витенхайм). Бракът е бездетен.